# Earl Anthony Wayne
Earl Anthony Wayne (Sacramento, 1950) é um político dos Estados Unidos que desempenhou o cargo de embaixador do seu país na Argentina (19 de janeiro de 2007-6 de abril de 2009) e no Afeganistão (maio de 2010-2011) e que desde 2 de agosto de 2011 é o embaixador dos Estados Unidos no México.
Wayne foi Secretário de Estado Adjunto para os Assuntos Económicos e Empresariais, no Departamento de Estado, de 2000 a 2006. Desempenhou depois o cargo de embaixador na Argentina.
Durante o seu mandato, a Argentina distanciou-se dos Estados Unidos por causa do caso "Maletinazo". Wayne procurou restabelecer a relação entre ambos os países, a qual ficou regularizada a partir de uma reunião com a presidente Cristina Fernández.
Após ter sido embaixador na Argentina, exerceu o cargo de embaixador no Afeganistão, e em 24 de maio de 2011 foi proposto como novo embaixador no México pelo presidente Obama, substituindo Carlos Pascual, que tinha sido designado para esse mesmo cargo em junho de 2009, e confirmado pelo Senado em agosto desse ano, mas que renunciou em 19 de março de 2011 e regressou ao Departamento de Estado.

## Ligações externos
- Embaixada dos Estados Unidos na Argentina